# 중산구 (타이베이시)

중산 구의 위치

중산구(중국어: 中山區, 병음: Zhōngshān Qū, 한자음: 중산구)는 중화민국 타이베이시의 시할구이다. 넓이는 13.6821km2이고, 인구는 2015년 8월 기준으로 230,592명이다.

## 역사
중산 구는 청나라 건륭 연간에는 작은 농촌이었다. 일제 시대가 시작되면서 개시되면서 개발이 진행되었고 일제 말기에는 기존의 행정 구역이 합병해 6개의 구가 설치되었다.
중산 구라는 명칭은 중산북로의 한 역 부근에 위치한 일제 시대의 최고급 여관인 메이우후(梅屋敷)와 관련이 있다. 쑨원이 타이완을 방문했을 때 메이우후에서 휴식을 취했고 전후에 '국부사적기념관'으로 개칭되어 쑨원의 공적을 기념해 문물을 진열한 데에서 유래하고 있다. 일제 시대의 6구를 합병했을 때 중산 구로 개칭되었다.

## 하위 행정구역
- 다즈 리(大直里)
- 베이안 리(北安里)
- 진타이 리(金泰里)
- 융안 리(永安里)
- 청궁 리(成功里)
- 젠탄 리(劍潭里)
- 헝안 리(恆安里)
- 칭광 리(晴光里)
- 쥐성 리(聚盛里)
- 지잉 리(集英里)
- 위안산 리(圓山里)
- 쥐예 리(聚葉里)
- 중좡 리(中庄里)
- 신좡 리(新庄里)
- 신푸 리(新福里)
- 신성 리(新生里)
- 신시 리(新喜里)
- 다자 리(大佳里)
- 장산 리(江山里)
- 싱런 리(行仁里)
- 싱정 리(行政里)
- 샤피 리(下埤里)
- 장닝 리(江寧里)
- 싱샤오 리(行孝里)
- 쑹장 리(松江里)
- 중산 리(中山里)
- 정이 리(正義里)
- 민안 리(民安里)
- 정서우 리(正守里)
- 정더 리(正得里)
- 캉러 리(康樂里)
- 중양 리(中央里)
- 중위안 리(中原里)
- 푸화 리(復華里)
- 중지 리(中吉里)
- 주푸 리(朱馥里)
- 룽저우 리(龍洲里)
- 리싱 리(力行里)
- 주위안 리(朱園里)
- 싱야 리(興亞里)
- 주룬 리(朱崙里)
- 피터우 리(埤頭里)

## 교육
- 국립 타이베이 대학
- 스젠 대학
- 다둥 대학

## 교통

### 철도
- 타이베이 첩운
  - 원후선
  - 단수이신이선
  - 쑹산신뎬선
  - 중허신루선